# Кантон Нидвалден
Кантон Нидвалден (скраћеница NW) је кантон у средишњем делу Швајцарске. Главни град је град Штанс.

## Природне одлике
Кантон Нидвалден је изразито планинског карактера и налази се у средишњим Алпима. Кантон Нидвалден на северу излази на Луцернско језеро. Највиши врх је на 2.901 метар. Површина кантона је 276,1 km².

## Историја
Нидвалден Кантон је један од три кантона оснивача Швајцарске (пракантона), који су се удружили 1291. г. Заправо, Нидвалден и суседни кантон Обвалден су 1291. г., као два дела кантона Унтервалден били један од три оснивача Швајцарске Конфедерације. Међутим, током 14. и 15. века ова два кантона су деловала независно, па је тако остало до данас. Нидвалден је кроз историју био извор војника-плаћеника.

## Становништво и насеља
Кантон Нидвалден је имао 40.759 становника 2009. г.
У кантону Нидвалден говори се немачки језик, који је и једини званични језик. Становништво је углавном римокатоличко (75,6%), а мањински протестантско (11,9%).
Највећа насеља су:
- Штанс, 7.800 ст. - главни град кантона
- Хергисвил, 5.400 становника.
- Буохс, 5.300 становника.

## Привреда
Главне привредне гране су сточарство и авио-индустрија.

## Галерија слика
- Штанс, седиште кантона
- Типичан предео у планинском делу кантона
- Приобаље Луцернског језера
- Стара железница